# Прегабалін
Прегабалін  (лат. Pregabalinum, англ. Pregabalin) —  синтетичний лікарський препарат, який відноситься до групи габапентиноїдів (α2δ-лігандів)  — сполук, які структурно подібні до ГАМК та які блокують α2δ-субодиниці потенціал-залежних кальцієвих каналів. Оскільки кальцій необхідний для виділення в синаптичну щілину низки нейромедіаторів, то «блокада» прегабаліном унеможливлює цей процес. Відповідно до Номенклатури, яка заснована на нейронауці (Neuroscience-based Nomenclature), фармакологічним доменом дії сполуки є глутамат, а механізмом дії є блокада іонного (кальцієвого) каналу.
Прегабалін синтезований у 1988—1990 роках у лабораторії Північно-Західного університету американським вченим Річардом Сілверменом, який уперше виявив протисудомні властивості сполуки, та польським дослідником Ришардом Андрушкевичем. Новим препаратом зацікавилась компанія «Parke-Davis Pharmaceuticals» (яка є субкомпанією корпорації «Pfizer»), яка вирішила провести клінічні дослідження препарату. У 2004 році прегабалін був допущений до використання у Європейському Союзі, а з 2005 року уперше допущений до використання у США під торговою маркою «Лірика».
Препарат вживають перорально та успішно використовують як ад’ювантний антиконвульсант у випадку фокальних епілептичних нападів, як анальгетик у випадку деяких видів нейропатичного болю і фіброміалгії та як протитривожний засіб (анксіолітик) у випадку генералізованого тривожного розладу. Клінічне використання прегабаліну не обмежується вище наведеними нозологіями, хоча часто використання у випадку деяких показів, наприклад болю в спині, є мало обгрунтованим з точки зору доказової медицини.
Серед найчастіших побічних ефектів трапляються надмірна сонливість, запаморочення, атактичні прояви, спантеличеність, сухість в роті, підвищення апетиту, двоїння в очах або нечіткий зір. Зазвичай ці явища скороминучі. До рідкісних, але небезпечних ускладнень від прийому прегабаліну належать активація суїцидальних ідей та набряк Квінке. Також препарат потенційно може викликати залежність, хоча вона вкрай нетипова для стандартних терапевтичних доз навіть у випадку тривалого вживання. 
Прегабалін вважається так званим «blockbuster drug» — препаратом, який приносить більше мільярда річного прибутку своїй фармкомпанії. Оригінальне брендове найменування «Лірика», доступними є різноманітні бренди-генерики. 

## Фармакологічні властивості
Прегабалін — синтетичний лікарський препарат, який за хімічною структурою є структурним аналогом гамма-аміномасляної кислоти, яка є гальмівним медіатором у ЦНС. Незважаючи на те, що прегабалін є хімічним аналогом ГАМК, механізм його дії відрізняється від механізму дії інших препаратів, які взаємодіють із ГАМК-рецепторами. Дослідженнями встановлено, що прегабалін не взаємодіє із А- і В-ГАМК-рецепторами, і точний механізм дії препарату натепер не встановлено. Основним механізмом дії прегабаліну вважається зв'язування із потенціал-чутливими кальцієвими каналами, зокрема із α2δ-1-субодиницею кальцієвих каналів, що може забезпечувати його знеболювальну дію. Прегабалін може застосовуватися як допоміжний препарат при лікуванні парціальних епілептичних нападів, але основним використанням препарату є лікування невропатичного болю (включно із постгерпетичним болем та діабетичною невропатією), а також при фіброміалгії. У частині клінічних досліджень вказано також ефективність прегабаліну при дискогенній попереково-крижовій радикулопатії. Прегабалін також застосовується для лікування генералізованого тривожного розладу., щоправда, проте не рекомендований для лікування інших розладів психіки. Окрім цього, тривале та безконтрольне застосування прегабаліну може призводити до фізичної та психологічної залежності від препарату.

### Фармакокінетика
Прегабалін швидко всмоктується при пероральному застосуванні, біодоступність препарату становить 90 %, та не залежить від прийнятої дози. Максимальна концентрація прегабаліну досягається протягом 1 години після прийому препарату. Препарат практично не зв'язується з білками плазми крові. Прегабалін проникає через гематоенцефалічний бар'єр, через плацентарний бар'єр, та виділяється у грудне молоко. Препарат практично не метаболізується в організмі, виводиться нирками у незміненому вигляді. Період напіввиведення препарату становить у середньому 6,3 години, цей час може збільшуватися у хворих із порушенням функції нирок та осіб похилого віку.

## Показання до застосування
Прегабалін застосовується для лікування парціальних судом у дорослих; а також при лікуванні нейропатичного болю, фіброміалгії та генералізованого тривожного розладу в осіб старших 18 років.

## Побічна дія
При застосуванні прегабаліну, як і при застосуванні інших протисудомних засобів, побічні ефекти виникають досить часто (за деякими оцінками, від 18 до 28 % випадків застосування препарату), хоча й менше, ніж при застосуванні подібного по хімічній структурі габапентину. Найчастіше спостерігаються побічні ефекти з боку нервової системи — сонливість та запаморочення. Іншими побічними ефектами прегабаліну є:
- Алергічні реакції та з боку шкірних покривів — висипання на шкірі, свербіж шкіри, гіпергідроз, набряк обличчя, гарячка, синдром Стівенса-Джонсона, анафілактичний шок, набряк Квінке, кропив'янка.
- З боку травної системи — нудота, блювання, запор або діарея, метеоризм, біль у животі, сухість у роті, гастроезофагеальний рефлюкс, панкреатит, асцит, гіпестезія слизової оболонки ротової порожнини.
- З боку нервової системи — амнезія, ністагм, нервозність, сплутаність свідомості, втрати свідомості, деперсоналізація, летаргія, тремор, диплопія, головний біль, парестезії, дизартрія, гіперкінези, безсоння, галюцинації, порушення зору, судоми, ймовірне виникнення суїцидального мислення.
- З боку опорно-рухового апарату — міалгії, артралгії, спазми м'язів, набряк суглобів, рабдоміоліз, біль у спині, біль у кінцівках.
- З боку серцево-судинної системи — артеріальна гіпертензія, артеріальна гіпотензія, тахікардія або брадикардія, приливи крові або приливи жару, похолодання кінцівок, AV-блокада І ступеня, подовження інтервалу QT, серцева недостатність.
- З боку дихальної системи — кашель, задишка, риніт, фарингіт, сухість або закладеність у носі, носова кровотеча, грипоподібний синдром, хропіння, дуже рідко — набряк легень.
- З боку сечостатевої системи — нетримання сечі, інфекції сечових шляхів, сексуальна дисфункція, еректильна дисфункція, набряк або виділення з молочних залоз, аменорея; рідко олігурія та ниркова недостатність.
- Зміни в лабораторних аналізах — лейкопенія, нейтропенія, тромбоцитопенія, підвищення активності ферментів печінки, гіперглікемія, гіпокаліємія, підвищення рівня креатиніну в крові.
- Інші побічні ефекти — збільшення маси тіла, посилення ймовірності падінь та травматизації, підвищення апетиту або анорексія, периферичні набряки, відчуття сп'яніння.

## Передозування та різка відміна
При передозуванні прегабаліну можуть спостерігатися афективні розлади, сонливість, сплутаність свідомості, депресія, збудження, неспокій. При різкій відміні препарату характерний синдром відміни, при якому найчастіше спостерігаються безсоння, головний біль та головокружіння, нудота, діарея, підвищена пітливість, судоми. Даних за залежність появи цього синдрому та його вираженості від дози прийнятого препарату немає.

## Протипокази
Прегабалін протипоказаний при підвищеній чутливості до препарату. З обережністю препарат застосовується при вагітності та годуванні грудьми. Прегабалін застосовується лише особам, старшим 18 років.

## Форми випуску
Прегабалін випускається у вигляді желатинових капсул по 0,025; 0,05; 0,075; 0,1; 0,150; 0,2; 0,225 та 0,3 г.

## Залежність
Уперше залежність від прегабаліну описана у Швеції у 2008 році, пізніше такі випадки описані в Туреччині, США, Німеччині, Франції, Росії, Ірландії та ряді інших країн. При застосуванні прегабаліну з метою наркотичного сп'яніння найчастіше спостерігається ейфорія, покращення настрою, покращення нічного сну. При різкій відміні препарату у хворих спостерігаються безсоння, підвищена пітливість, виражена тривожність, зниження лібідо. У багатьох країнах, зокрема в Росії, спостерігається збільшення попиту на прегабалін, що може бути пов'язано із збільшенням частоти залежності від прегабаліну. Збільшення попиту на прегабалін, у тому числі збільшення його немедичного використання призвели до збільшення контролю за використанням прегабаліну, зокрема, у США.

## Синоніми
Альгеріка, Габана, Галара, Екзиста, Зонік, Лігато, Лінбаг, Лінефор, Лірика, Максгалін, Неогабін, Огранія, Пагамакс, Прегадол, Прегаліка, ПРЕГАЛОН, Прегамма, Судорега, Торгабалін, 3-Isobutyl GABA, Pregabalin, Pregabalina